# Подкрестье
Подкре́стье — деревня в центральной части Пушкиногорского района Псковской области. Входит в состав городского поселения Пушкиногорье.
Расположена в 6 км к юго-западу от административного центра района — посёлка городского типа Пушкинские Горы.

## Население
| 2001 | 2002 | 2010 |
| ---- | ---- | ---- |
| 228  | ↘227 | ↘193 |

Численность населения деревни по оценке на конец 2010 года составляла 228 человек.

## История
До 3 июня 2010 года деревня входила в состав сельского поселения Пушкиногорская волость.